# Kaple na Père-Lachaise
Kaple na Père-Lachaise (fr. Chapelle du Père-Lachaise), též nazývaná Východní kaple (chapelle de l'Est) je katolická kaple na hřbitově Père-Lachaise ve 20. obvodu v Paříži. Kaple je připojená k farnosti Panny Marie Věčné pomoci a kromě smutečních obřadů je otevřená pouze o svátku Všech svatých. Kaple se nachází v 55. oddělení vedle památníku Adolpha Thierse.

## Historie
Podle plánů hřbitova, které navrhl architekt Alexandre Théodore Brongniart (1739-1813), se předpokládalo vybudování velké pyramidy na místě domu jezuity Françoise d'Aix de La Chaise (1624-1709), zpovědníka Ludvíka XIV. Stavba měla sloužit různým křesťanským obřadům. Tento projekt byl ale opuštěn a nahrazen mnohem skromnějším projektem kaple na náklady města Paříže a odkazu, ve kterém v roce 1818 vdova po doktoru Bosquillonovi věnovala 40 000 franků pro stavbu kaple na hřbitově Père-Lachaise.
Kapli navrhl architekt Étienne-Hippolyte Godde (1781-1869), který je také autorem hlavní vstupní brány hřbitova. V období 1818-1820 architekt Godde představil několik návrhů než byla v červenci 1820 schválena definitivní verze. V té době se uvažovalo i o přestavbě domu Père La Chaise, která ale byla opuštěna a dům byl zbořen. Stavební materiál byl znovu použit na stavbu kaple. Stavba byla dokončena v roce 1823 a kaple byla vysvěcena roku 1834.
Od roku 1983 je stavba chráněná jako historická památka.

## Architektura
Kaple měří 19,40 m na délku, 10,30 m na šířku a 12 m činí výška klenby. Interiér kaple je vyzdoben dedikačními a votivními tabulkami, především z roku 1914.